# كلية ولجات للعلوم التطبيقية
كلية ولجات للعلوم التطبيقية مؤسسة تعليم عالي خاصة تقع في واحة المعرفة بمدينة مسقط في سلطنة عُمان، أسسها الدكتور عمر بن عبد المنعم الزواوي في عام 2001 بهدف تعزيز وتطوير التعليم العالي في سلطنة عُمان وتأهيل أكبر عدد ممكن من الطلاب لوظائف حديثة في سوق العمل.

## وصف للكلية ومرافقها
يقع مبنى الكلية في واحة المعرفة بمدينة مسقط، وتحديداً في منطقة الرُسيل، وتحتوي الكلية على مرافق تعليمية ومختبرات ومكتبة توفر الخدمات لكافة الطلاب. كما أن كل البرامج الأكاديمية تُعدّ وتُدرّس باللغة الإنجليزية والتسجيل في هذه الكلية مفتوح للجميع سواء للمواطنين العمانيين أو غيرهم من كافة الجنسيات.

## أقسام الكلية
تمنح أقسام الكلية المختلفة وهي قسم التكنلوجيا الحيوية، وقسم تطبيقات علوم الحاسب الآلي، وقسم هندسة الاتصالات والإلكترونيات، وقسم إدارة الأعمال برنامج دراسات يؤهل لنيل درجة البكالوريوس في الهندسة BE ، وبكالوريوس في تطبيقات علوم الحاسوب BCA ، وبكالوريوس في إدارة الأعمال BBA ، وكذلك برنامج الدراسات العليا والذي يمنح درجة الماجستير في إدارة الأعمال MBA ودرجة الماجستير في إدارة الأعمال التنفيذية.
ولإتاحة الفرصة لاكمال الدراسة أمام الموظفين والعاملين الذين يطمحون لتعزيز مؤهلاتهم ومهاراتهم فإن الكلية تقدم برامج للدراسة المسائية لنيل درجة البكالوريوس في إدارة الأعمال، ودرجة البكالوريوس في تطبيقات علوم الحاسب الآلي، وكذلك برنامج الدراسات العليا لنيل درجة الماجستير في إدارة الأعمال التنفيذية.

## المؤسسات التعليمية الشريكة
بدأت كلية ولجات مهامها الأكاديمية بالشراكة مع معهد بيرلا للتكنولوجيا والذي يُعدّ من أبرز المؤسسات التعليمية في مدينة ميسرا رانشي بالهند، وقد تأسس معهد بيرلا للتكنولوجيا في عام 1955 ومنذ ذلك الحين يتركز دوره في مجال التعليم التقني والبحوث.
ويمتلك معهد بيرلا للتكنولوجيا مجمعاً سكنياً متكاملاً بمساحة تقدر ب 780 فدان في ميسرا. كما يمتلك سبعة مراكز محلية في مناطق مختلفة بالهند بالإضافة إلى ثلاث مراكز دولية.
وعلى مدى العقود الماضية حاز معهد بيرلا للتكنولوجيا على العديد من الجوائز الأكاديمية سواء على المستوى المحلي أو الإقليمي وذلك للأبحاث العلمية والتقنية التي يرعاها والتي تخضع لإشراف المؤسسات الرسمية المعنية بالبحث العلمي في الهند.
معهد بيرلا للتكنولوجيا عضو كامل العضوية في جامعات الكومونويلث واتحاد جامعات الهند، مما يؤهل للخريج الحاصل على درجات عالية للحصول على فرص عمل أكبر في دول الكومونويلث المختلفة.
بالإضافة إلى ذلك تعاون وتحالف المعهد مع عدد من الجامعات الرائدة في كندا وفرنسا وروسيا وبريطانيا والولايات المتحدة.